# 竹駅
竹駅（たけえき）は、島根県邑智郡美郷町乙原竹にあった、西日本旅客鉄道（JR西日本）三江線の駅（廃駅）である。

## 歴史

### 年表
- 1958年（昭和33年）7月14日：三江北線（当時）の石見川本駅 - 乙原駅間に新設開業[2]。
  - 当時の所在地表示は島根県邑智郡邑智町乙原竹であった。
- 1975年（昭和50年）8月31日：当駅を含む江津駅 - 三次駅間が全通したため三江北線が現行の三江線の一部となり、当駅もその所属となる[4]。
- 1987年（昭和62年）4月1日：国鉄分割民営化により西日本旅客鉄道が継承[4]。
- 2004年（平成16年）10月1日：美郷町成立に伴い、所在地表示が島根県邑智郡美郷町乙原竹になる。
- 2018年（平成30年）4月1日：三江線の廃線に伴い廃止[3]。

### 地名の由来
「竹」と「丈」・「岳」は同語源で、ともに「たか（高）」から来ている。この場合は、「岳」に「竹」の文字を当てたものだろうと思われる。

## 駅構造
浜原方面に向かって左側に単式ホーム1面1線を持つ地上駅（停留所）。浜田鉄道部管理の無人駅で、ホーム上に待合所があるのみであった。直接ホームに入る形になっていた。自動券売機等の設備はなかった。

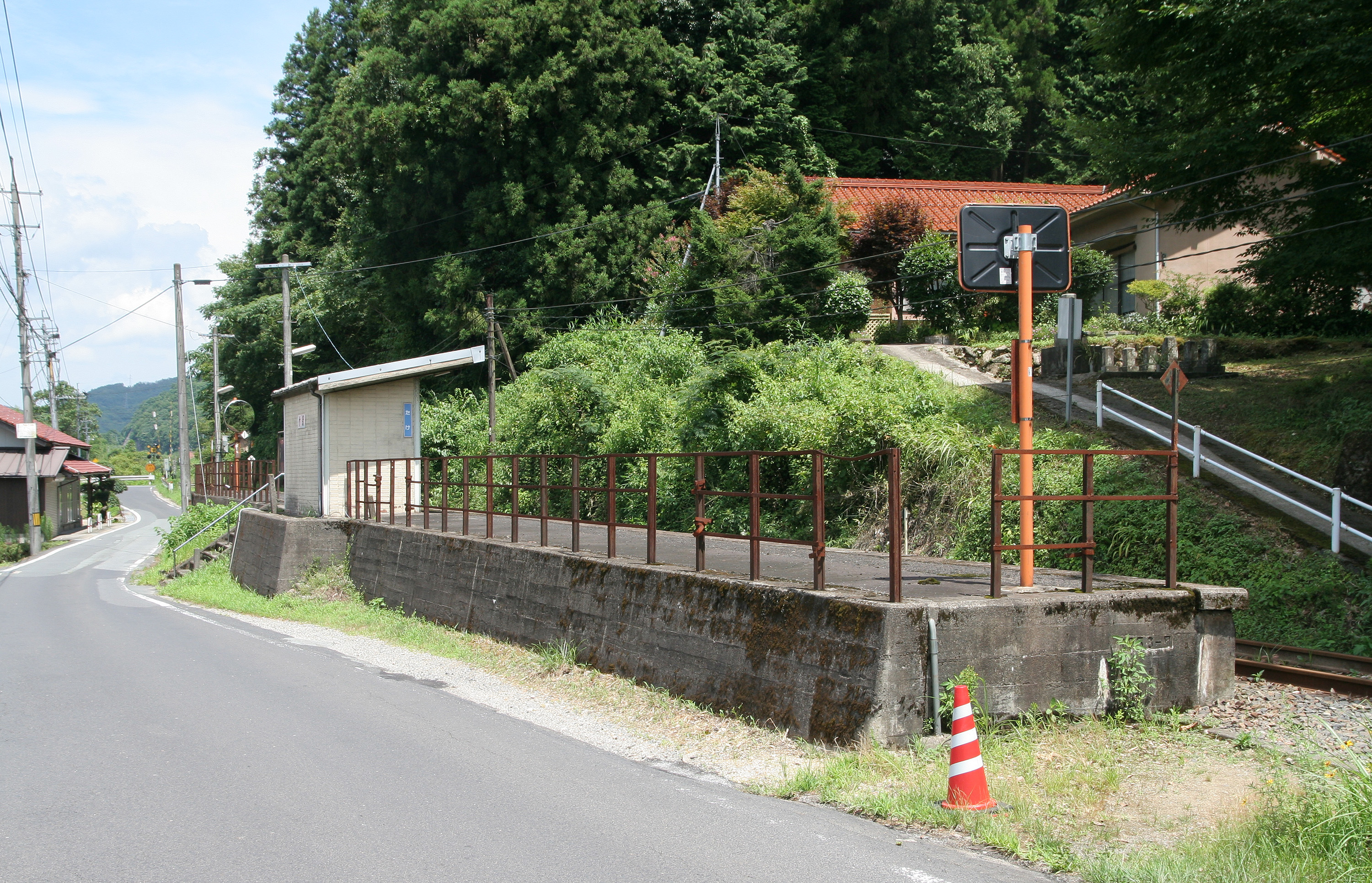
駅全景（2008年7月、廃線前）
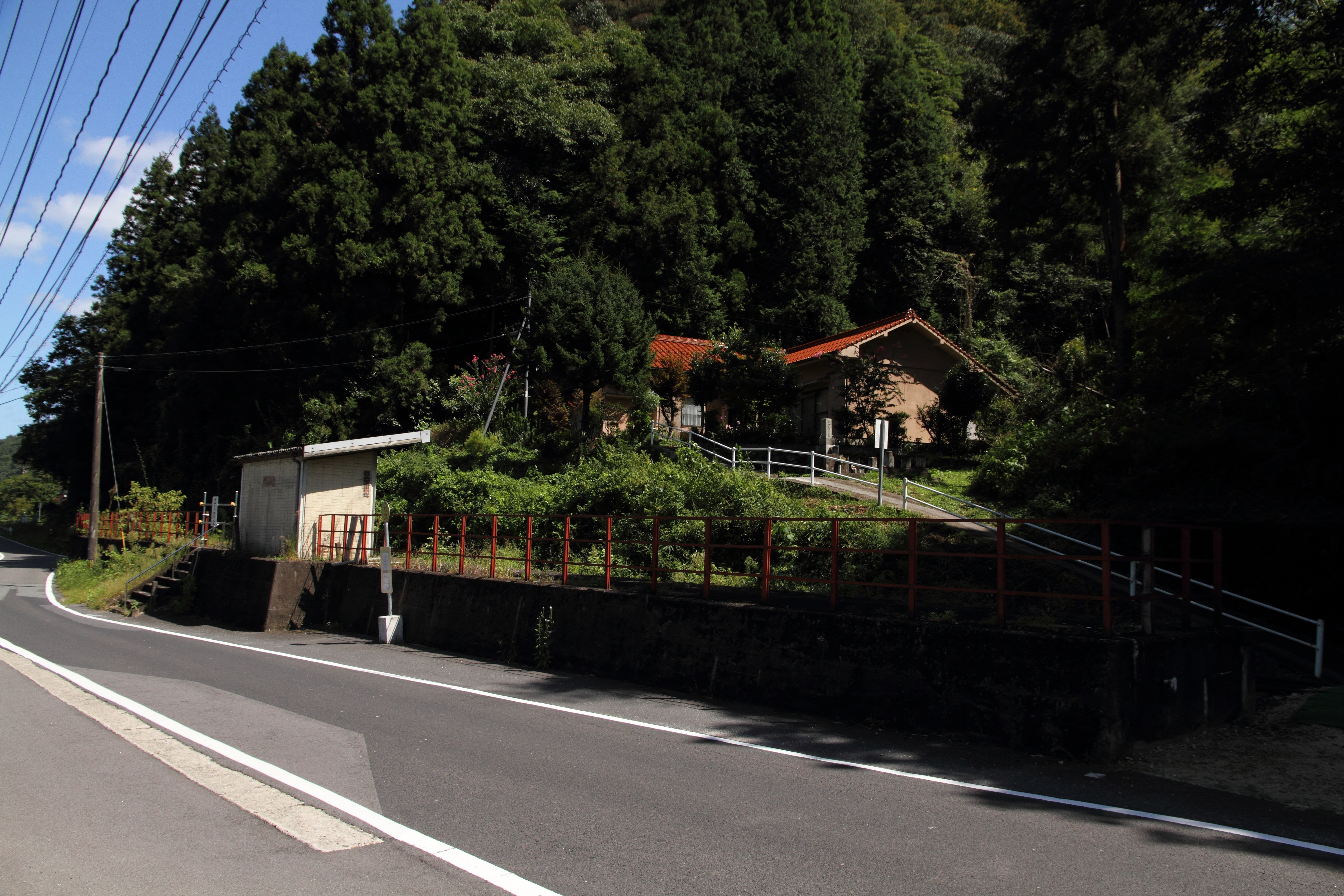
駅全景（2019年9月、廃線後）

## 利用状況
近年の1日平均乗車人員は以下の通りである。なお、1994年度は18人、1984年度は34人だった。
| 乗車人員推移 | 乗車人員推移 |
| 年度         | 1日平均人数  |
| ------------ | ------------ |
| 1999         | 19           |
| 2000         | 16           |
| 2001         | 13           |
| 2002         | 12           |
| 2003         | 12           |
| 2004         | 8            |
| 2005         | 8            |
| 2006         | 4            |
| 2007         | 2            |
| 2008         | 1            |
| 2009         | 0            |
| 2010         | 0            |
| 2011         | 0            |
| 2012         | 0            |
| 2013         | 0            |
| 2014         | 1            |
| 2015         | 4            |
| 2016         | 2            |
| 2017         | 3            |

## 駅周辺

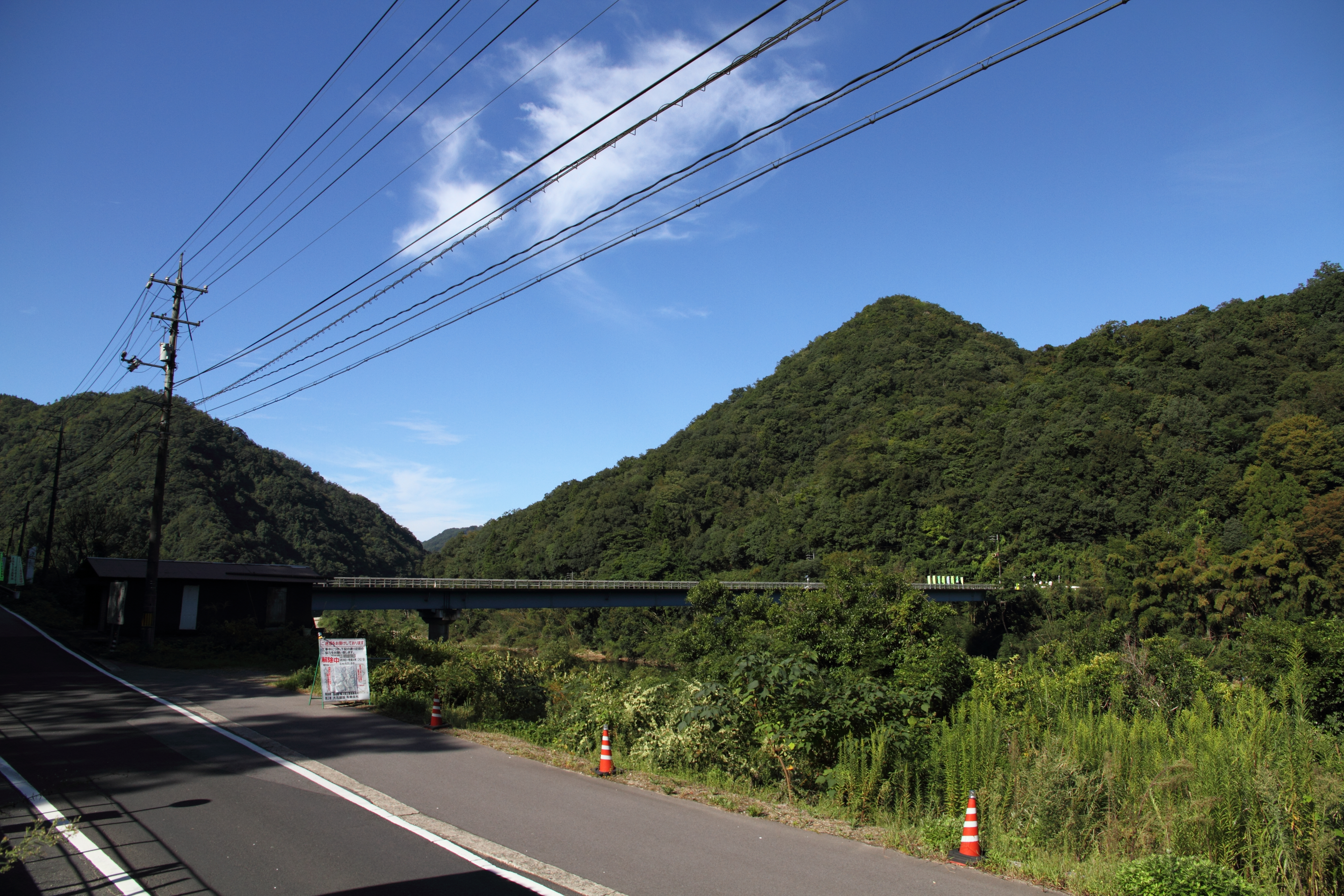
駅周辺（2019年9月、中央に見える橋は、みなと橋）

小さな集落であり、平地が少ないため、民家、田畑は少ない。
- 美郷町スクールバス邑知循環線「竹駅」バス停[2] - 三江線とともに邑智循環線も廃止され、現在は美郷町営バス粕淵竹線と大和観光バス川本美郷線が乗り入れている。
- 明神岩
- 江の川[2]

## その他
- 三江線活性化協議会により、石見神楽の演目名にちなんだ「鹿島（国譲り）」の愛称が付けられていた。駅近くに水難を防ぐとされる明神岩があることから、地震を防ぐとされる鹿島神宮の要石を連想させている[1][2][6]。

## 隣の駅
西日本旅客鉄道（JR西日本）
 三江線
木路原駅 - 竹駅 - 乙原駅

#### 統計資料
1. ↑  “島根県統計書”. しまね統計情報データベース.   島根県政策企画局. 2025年2月5日閲覧。